# Spodnji Ivanjci
Spodnji Ivanjci – wieś w Słowenii, w gminie Gornja Radgona. W 2018 roku liczyła 143 mieszkańców.